# Grete Bloch
Margarete Bloch (geboren am 21. März 1892 in Berlin; ermordet 1944 im KZ Auschwitz) war eine Freundin Felice Bauers und Briefpartnerin Franz Kafkas. 

## Leben

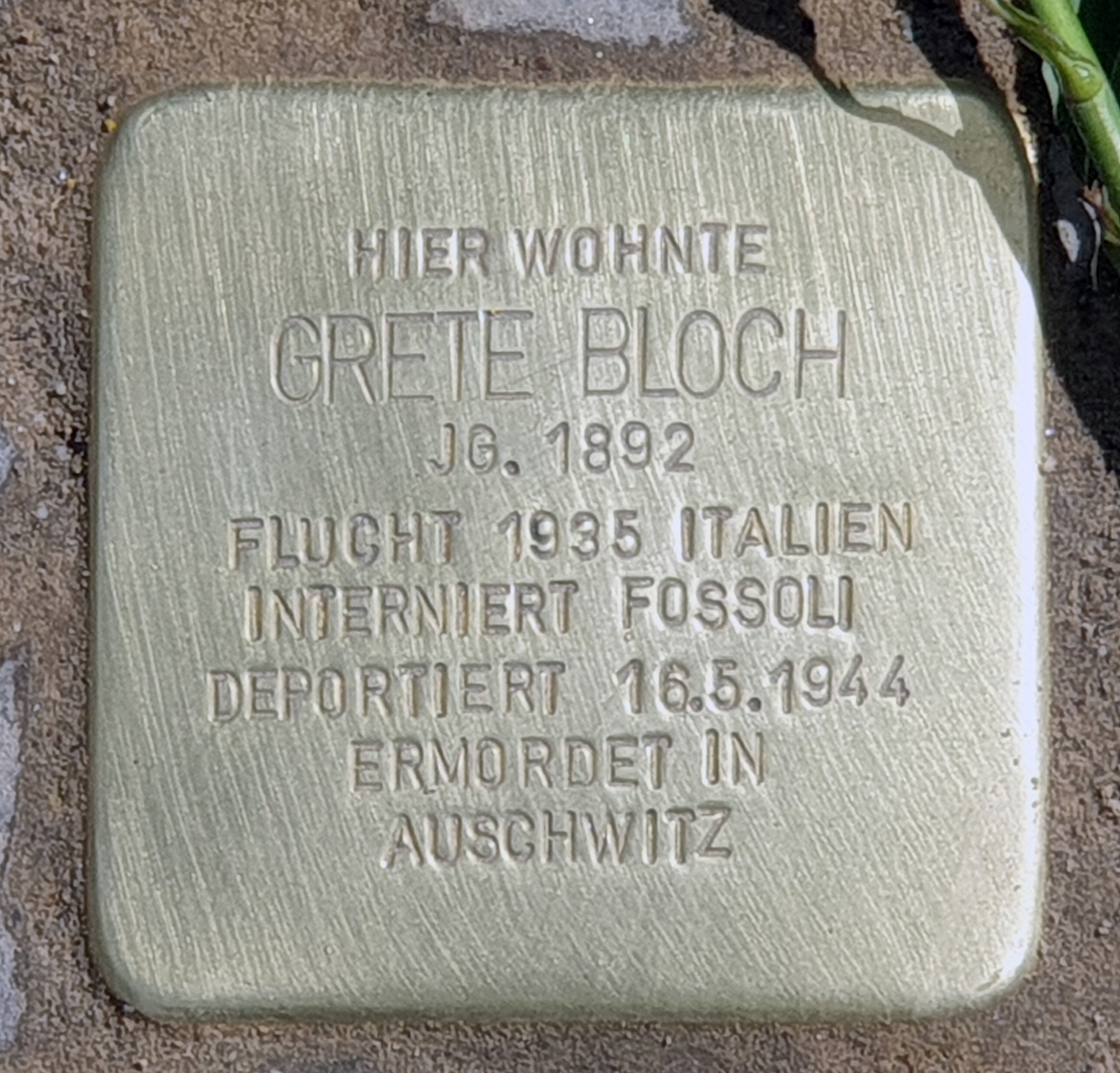
Stolperstein am Haus, Lietzenseeufer 5, in Berlin-Charlottenburg

Grete Bloch war eine Tochter des Handelsvertreters Louis Bloch (1861–1916) und seiner Frau Jenny, geb. Meyerowitz (1864–1922). Sie besuchte in Berlin eine höhere Töchterschule, danach die Lette-Schule und dann die Handelsakademie Salomon. Sie ergriff einen Beruf in der aufkommenden Büromaschinen-Branche und trug ihren Teil zum Familieneinkommen bei, aus dem auch ihr Medizin studierender Bruder Hans (1891–1944) unterhalten werden musste. Hans Bloch war zionistischer Kartell-Student, seine ersten literarischen Versuche wurden später Kafka vorgelegt. Von 1908 bis 1915 war Grete Bloch in Berlin und Wien für Handelsfirmen tätig, die Produkte der amerikanischen Büromaschinenfabrik Elliot-Fisher führten, und schulte Bürokräfte für die „Elliot-Fisher Beschreib- und Fakturiermaschine mit selbsttätiger Addition“. 1913 war sie für Union Zeiss tätig und traf möglicherweise auf der Büromaschinenmesse in Frankfurt am Main auf die ebenfalls aus Berlin stammende, vier Jahre ältere Felice Bauer, die für die Berliner Carl Lindström AG tätig war. Die beiden schlossen eine langanhaltende Freundschaft. Felice Bauer war seit August 1912 mit Franz Kafka befreundet, der in einem Briefwechsel um sie warb.
Grete Bloch war auf einer beruflich bedingten Reise von Berlin nach Wien, um dort eine Stelle bei der Firma „Joe Lesti Nachf.“ anzutreten, als sie erstmals am 30. Oktober 1913 im Hotel Schwarzes Roß in Prag Franz Kafka traf, um in der kriselnden Beziehung zwischen Felice Bauer und Franz Kafka ihn zu einer Fahrt nach Berlin zu bewegen. Franz Kafka begann nun auch mit ihr eine intensive Korrespondenz, die über den Anlass der Begegnung hinausführte und in der er sie als „Klagemauer“ benutzte und in der auch private Probleme Grete Blochs zur Sprache kamen.
Am 7. April 1914 schickte er ihr in einem Paket als verkapptes Zeichen seiner Ehezweifel Franz Grillparzers Eigenbrötlererzählung Der arme Spielmann. Am 24. Juni versuchte Franz Kafka, Grete Bloch für eine Schulungstätigkeit in Prag zu motivieren.
Nach der Verlobung Franz Kafkas mit Felice Bauer an Pfingsten 1914 deckte Grete Bloch ihr gegenüber die kompromittierende Korrespondenz Franz Kafkas auf – die allzu intimen Passagen schnitt sie aus den Briefbögen heraus –, woraufhin Felice Bauer mit ihrer Schwester Erna und Grete Bloch den heiratsscheuen Franz Kafka in seinem Berliner Hotel im Askanischen Hof einem Kreuzverhör unterzog, als dessen Ergebnis Felice Bauer das Verlöbnis auflöste. Franz Kafka notierte im Tagebuch: 23. VII 14. Der Gerichtshof im Hotel... Scheinbare Schuld des Frl. Bloch. 1914 wandte er sich nochmal an Grete Bloch, um sie zu einem Urteil über den Roman einer Dreiecksbeziehung Franziska von Ernst Weiß zu beten. Dann endete ihr regelmäßiger Briefwechsel, von dem fast nur Briefe Franz Kafkas erhalten sind. Im Oktober 1914 schrieb er an Grete Bloch sinngemäß: Nicht sie habe im Askanischen Hof als Richterin über ihn, sondern er sei dort als Richter über sich selbst gesessen, womit Franz Kafka ihr den Bescheid gab, fürderhin kein äußeres Gericht mehr anzuerkennen, also auch sie nicht (mehr). Er hatte sich nun in dem privaten Mythos eines inneren Richteramtes eingerichtet.
Anfang 1915 sorgte Grete Bloch für ein nochmaliges Treffen zwischen Felice Bauer und Franz Kafka: An den Pfingsttagen 1915 trafen sich Felice Bauer, Grete Bloch, deren Freundin Erna Steinitz und Franz Kafka in der Böhmischen Schweiz. Möglicherweise haben Grete Bloch und Franz Kafka sich nochmals 1922 in Prag getroffen.
Im Jahr 1914 brachte Grete Bloch einen Jungen zur Welt, den sie in eine Pflegefamilie gab. Das Kind starb bereits 1921 in München, der Vater blieb unbekannt. Nach Ansicht des Musikers Wolfgang Alexander Schocken, der sie seit seiner Kindheit in Berlin kannte, war Franz Kafka der Vater. Grete Bloch deutete verklausuliert in ihrem letzten Brief vom 21. April 1940 an W. A. Schocken in Haifa etwas darüber an, dass der Kindsvater 1924 gestorben sei und in Prag begraben liege. Auch Max Brod, der diesen Brief 1948 von W. A. Schocken erhalten hatte, zweifelte nicht an der Vaterschaft Franz Kafkas. Diese Vermutung wird in der neueren biografischen Literatur aber abgelehnt. Nicholas Murray fragte 2004 gar, ob es überhaupt ein Kind gegeben habe.

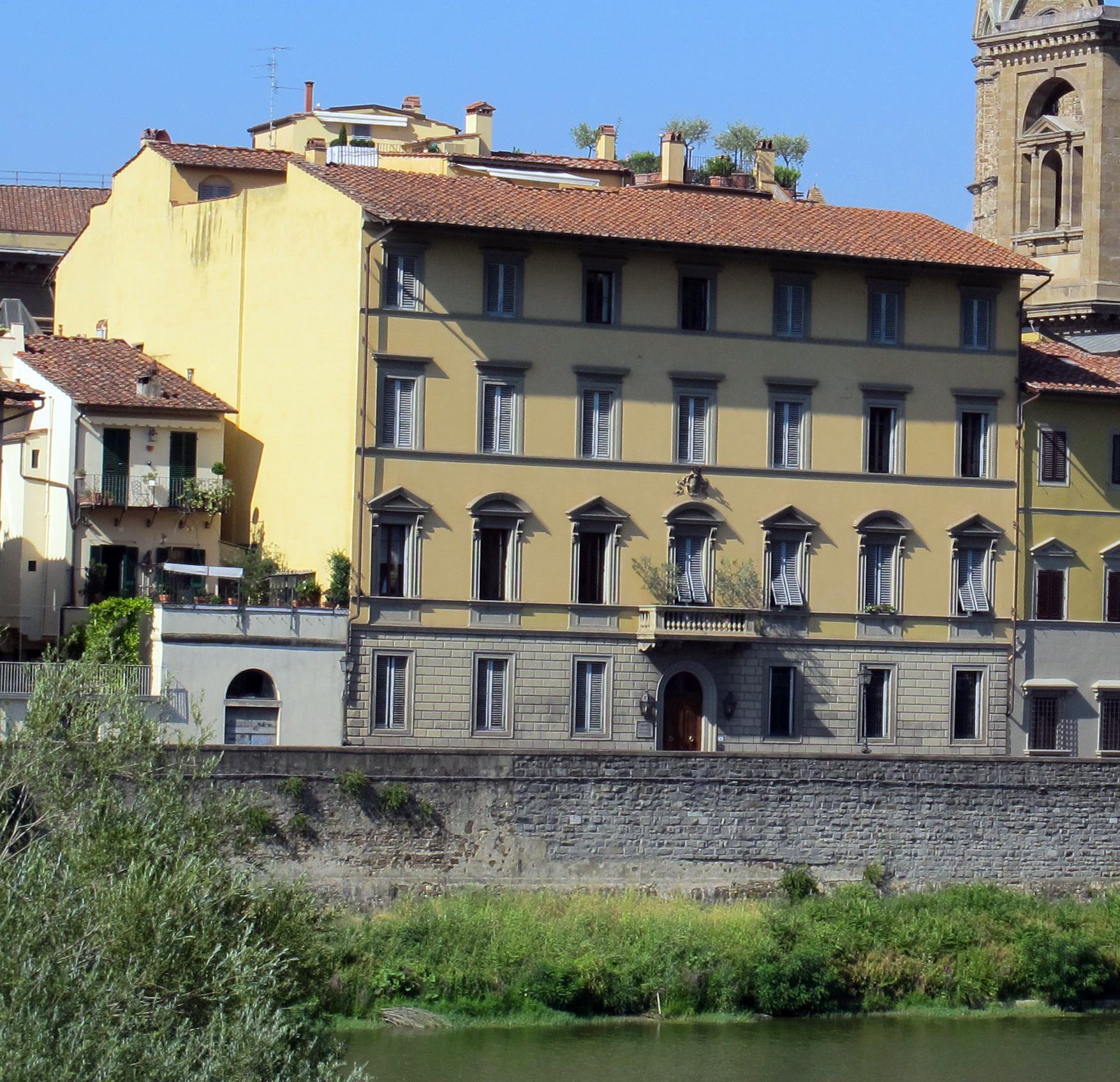
Blochs Pension Jennings Riccioli in Florenz: Ein Zimmer mit Aussicht. (Aufnahme aus dem Jahr 2013)

Ab Dezember 1915 arbeitete Grete Bloch für die Berliner Maschinenbaufirma Adrema-Maschinenbaugesellschaft GmbH, die Adressiermaschinen herstellte. Sie war zunächst Sekretärin des Geschäftsführers Julius Goldschmidt und erhielt später die Prokura. Nach der Erinnerung von W. A. Schocken, in dessen Elternhaus Bloch verkehrte, war sie eine der höchstbezahlten weiblichen Angestellten in der Weimarer Republik. Nach der Machtübergabe an die Nationalsozialisten 1933 wurde die Firma im September 1935 arisiert und Julius Goldschmidt ins Schweizer Exil gezwungen, wo Grete Bloch ihm beim Aufbau einer neuen Firma half, bis dieser bereits Anfang 1936 verstarb und auch die Schweizer Firma aufgelöst wurde. Grete Bloch hielt sich eine Zeit bei Felice Bauer-Marasse in Genf auf und reiste zu ihrem Bruder Hans nach Palästina, der bereits 1933 mit seiner Familie emigriert war. Sie konnte dort nicht Fuß fassen und kehrte bereits im Juni nach Europa zurück; sie hielt sich im faschistischen Italien auf und lebte von Schreibarbeiten in Florenz. Als sie im Begriff war, sich beruflich wieder zu fangen, wurde sie aufgrund einer Verordnung zu den Italienischen Rassengesetzen vom 7. September 1938 als ausländische Jüdin aufgefordert, bis zum 12. März 1939 das Land zu verlassen. Diese unmittelbare Drohung konnte sie zwar abwenden und versuchte nun mit einem Affidavit der Witwe Goldschmidts, nach England zu emigrieren. Als sie 1939 ihren Einreiseantrag an das „Central office for refugees“ in London schickte, hatte sie zuversichtlich ihre Wohnung in Florenz schon aufgelöst und gab als Adresse die Pensione Jennings Riccioli in Florenz an. Die Ausreise nach Großbritannien kam jedoch wegen des Kriegsausbruchs nicht mehr zustande.
Nach der deutschen Besetzung Italiens 1943 flüchtete Grete Bloch in das Bergdorf San Donato Val di Comino. Im Mai 1944 wurde sie von deutschen Besatzern verhaftet, in das Konzentrationslager Auschwitz deportiert und dort ermordet. Die 28 Briefe Franz Kafkas hatte sie vor ihrer Deportation an ihre Italienischlehrerin gegeben, aus deren Nachlass gelangten sie als Leihgabe ins Deutsche Literaturarchiv Marbach. Daneben sind auch die Briefe und Schnipsel erhalten, die Grete Bloch 1914 als „Belastungsmaterial für den Prozeß“ an Felice Bauer weitergereicht hatte.
Am 16. Juni 2022 wurde vor ihrem ehemaligen Wohnort, Berlin-Charlottenburg, Lietzenseeufer 5, ein Stolperstein verlegt.